# Bracon subsulcatus
Bracon subsulcatus är en stekelart som beskrevs av Gaspard Auguste Brullé 1846. Bracon subsulcatus ingår i släktet Bracon och familjen bracksteklar. Inga underarter finns listade.